# Ti amo (Phoenix)
Ti Amo è il sesto album in studio del gruppo musicale francese Phoenix, pubblicato nel 2017.

## Tracce
1. J-Boy – 4:08
2. Ti Amo – 3:25
3. Tuttifrutti – 3:52
4. Fior di Latte – 4:03
5. Lovelife – 2:31
6. Goodbye Soleil – 3:55
7. Fleur de Lys – 3:43
8. Role Model – 4:35
9. Via Veneto – 2:41
10. Telefono – 3:43

## Sample
Nel disco sono accreditati i seguenti samples:
- Lovelife contiene un sample da October (Love Song) di Chris & Cosey
- Fleur de Lys contiene un sample da Expensive Shit di Fela Kuti

## Formazione
- Deck d'Arcy
- Laurent Brancowitz
- Thomas Mars
- Christian Mazzalai